# 鈴木弥五郎

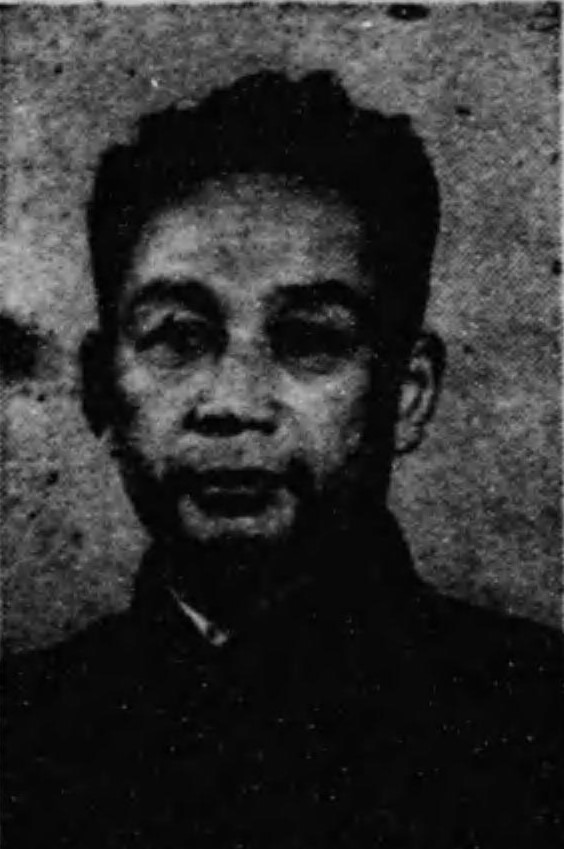
鈴木弥五郎

鈴木 弥五郎（彌五郎、すずき やごろう、1902年（明治35年）10月11日 - 1951年（昭和26年）12月31日）は、大正から昭和前期の実業家、政治家。衆議院議員。

## 経歴
秋田県平鹿郡浅舞町六日町（平鹿町を経て現横手市）で生まれる。
小学校卒業後、甘粕正彦大尉と知り合い、満州に渡り特務機関員として活動。帰国して熊谷直太代議士の秘書を務めた。その後、大阜鉱業取締役、東北鉱業専務取締役、帝国農産興業社長、北洋漁業労働組合委員長などを務めた。
その後、秋田県平鹿郡増田町に移り開拓事業に従事。東北日本国民党を設立して1946年（昭和21年）4月の第22回衆議院議員総選挙に秋田県全県区から出馬して当選。1947年（昭和22年）4月の第23回総選挙で秋田県第2区から民主党公認で出馬して再選され、衆議院議員に連続2期在任した。この間、国民党党務部副部長、同組織部副部長、民主党幹事長補佐などを務めた。1948年、政治資金に関する問題で衆議院不当財産取引調査特別委員会に証人喚問された。